# Эрикссон, Ларс-Бёрье
Ларс-Бёрье Эрикссон (швед. Lars-Börje Eriksson, род. 21 октября 1966 года, Оре) — шведский горнолыжник, призёр Олимпийских игр, победитель этапов Кубка мира. Наиболее успешно выступал в супергиганте и гигантском слаломе. Сын участницы олимпийских игр 1956 года Эйвор Берглунд.
В Кубке мира Эрикссон дебютировал 10 января 1988 года, в феврале 1989 года одержал свою первую в карьере победу на этапе Кубка мира, в супергиганте. Всего имеет на своём счету 2 победы на этапах Кубка мира, по 1 в гигантском слаломе и в супергиганте. Лучшим достижением в общем зачёте Кубка мира, является для Эрикссона 8-е место в сезоне 1989/90.
На Олимпийских играх 1988 года в Калгари завоевал бронзовую медаль в супергиганте, лишь 0,03 секунды выиграв у ставшего четвёртым австрийца Хуберта Штрольца, кроме того был 27-м в скоростном спуске, а также стартовал в комбинации, но сошёл в первой слаломной попытке.
За свою карьеру участвовал в трёх чемпионатах мира, лучший результат 7-е место в супергиганте на чемпионате мира 1989 года.
Завершил спортивную карьеру в 1991 году, в результате перелома ноги, полученного им из-за падения во время скоростного спуска на чемпионате мира. Во время лечения перелома ему в ногу был неудачно вживлён металлический штырь, вызвавший воспаление и повторную операцию. После окончания карьеры работал директором туристической фирмы в родном Оре.

## Победы на этапах Кубка мира (2)
| № | Сезон   | Дата            | Место  | Дисциплина        |
| - | ------- | --------------- | ------ | ----------------- |
| 1 | 1988/89 | 18 февраля 1989 | Аспен  | Супергигант       |
| 2 | 1989/90 | 11 августа 1989 | Тредбо | Гигантский слалом |